# (1535) Päijänne
(1535) Päijänne es un asteroide que forma parte del cinturón de asteroides y fue descubierto el 9 de septiembre de 1939 por Yrjö Väisälä desde el observatorio de Iso-Heikkilä, Finlandia.

## Designación y nombre
Päijänne recibió inicialmente la designación de 1939 RC.
Más adelante se nombró por el Päijänne, uno de los principales lagos de Finlandia.

## Características orbitales
Päijänne orbita a una distancia media del Sol de 3,173 ua, pudiendo alejarse hasta 3,777 ua. Su excentricidad es 0,1902 y la inclinación orbital 6,06°. Emplea en completar una órbita alrededor del Sol 2065 días.